# La Découverte
Pour les articles homonymes, voir découverte.
 (septembre 2021).
Les éditions La Découverte sont une maison d’édition de référence dans le champ des sciences humaines et sociales fondées par François Gèze, et née dans le sillage des éditions Maspero en 1983.

## Histoire

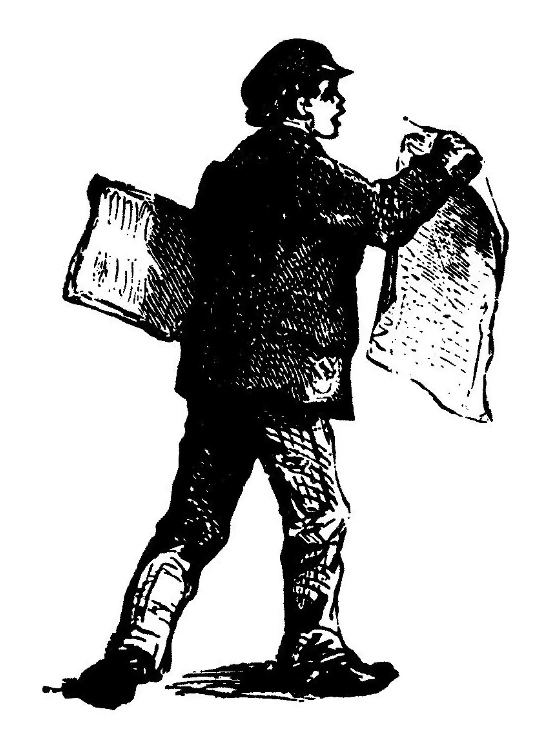
Gravure du crieur utilisée comme logo par la maison d’édition.

François Gèze intègre les éditions Maspero de François Maspero en 1977 et y dirige la collection du Centre d'études et d'initiatives de solidarité internationale. À l'époque, la maison d'édition est le principal éditeur français des théoriciens marxistes et anti-coloniaux.
En 1983, dans un contexte économique difficile, François Maspero quitte la maison qu'il a fondée et la revend sous le nom de La Découverte à François Gèze pour un franc symbolique,,. S'il n'a plus aucune relation avec La Découverte, celle-ci hérite de son fonds existant, très marqué à gauche, et réimprime et réédite régulièrement par la suite une partie de ses ouvrages existants.
Les premiers ouvrages de la nouvelle maison d'édition sortent l'année suivante, dans un contexte difficile pour les théories marxistes du fonds Maspero, incluant l'effacement du Parti communiste français comme parti de masse. Gèze recentre donc la production des éditions La Découverte sur les sciences humaines et sociales, moins politisées et plus grand public, et sur des livres de journalistes d'investigation sur des sujets de société en vue.
En 1993, La Découverte s'est rapprochée des éditions Syros, avec lesquelles elle a fusionné en 1996[réf. nécessaire]. En 1995, elle appartient à la même holding que la Confédération française démocratique du travail, les Éditions ouvrières et les éditions Syros.
En 1998, La Découverte est vendue au groupe Havas. Le groupe devient Vivendi Universal Publishing début 2001. En 2004, après l'effondrement de Vivendi, La Découverte fait partie des marques vendues par Hachette au groupe Wendel sous le nom d'Editis.
Malgré son rachat par des grands groupes, la maison d'édition continue à se présenter comme maison indépendante. En 2007, La Découverte lance la collection Zones, dirigé par Grégoire Chamayou, un label centré sur la contre-culture et les diverses formes de résistance à l’oppression, notamment dans le sud global.
En 2008, La Découverte reprend la marque Les Empêcheurs de penser en rond, dirigée par Philippe Pignarre, après des désaccords éditoriaux avec les éditions du Seuil censées les racheter à l'origine. En 2015, elle rachète la maison d'édition de Dominique Carré, spécialisée en livres illustrés à caractère scientifique, notamment en urbanisme. La même année, elle lance la Revue du crieur avec Médiapart.
Hugues Jallon devient directeur littéraire en 1997 puis directeur éditorial de La Découverte. En janvier 2014, il reprend la direction de la maison d'édition, tandis que François Gèze reste directeur de collection. Quatre ans plus tard, Jallon devient directeur des éditions du Seuil et est remplacé par Stéphanie Chevrier, fondatrice et directrice des éditions Don Quichotte de La Martinière Groupe,. L'année suivante, en 2019, Vincent Bolloré rachète Editis.

## Politique numérique
Dès 1996, La Découverte s’est intéressée au potentiel du numérique en enregistrant tous les ouvrages de la collection « L'État du monde » sur des CD-ROM[réf. nécessaire].
En 2005, La Découverte est à l'initiative du lancement de Cairn.info, portail pour les publications de sciences humaines, avec trois autres maisons d’édition, Belin, De Boeck et Érès,. Sur Cairn, La Découverte rend disponible 11 revues, l’ensemble des titres de la collection Repères et plus de 700 ouvrages de sciences humaines et sociales[réf. nécessaire].

## Catalogue
Cette section ne s'appuie pas, ou pas assez, sur des sources secondaires ou tertiaires indépendantes du sujet. Le texte peut contenir des analyses inexactes ou inédites de sources primaires.
Pour l'améliorer, ajoutez-en, ou placez des modèles {{Source secondaire souhaitée}} ou {{Source secondaire nécessaire}} sur les passages mal sourcés. (septembre 2021)
Les éditions La Découverte explorent divers genres éditoriaux dans leur catalogue : des essais et documents, des enquêtes, des livres de poche et des revues mais aussi des bandes dessinées et des beaux livres.

### Collections
« Cahiers libres » (créée en 1959, comme « Textes à l'appui ») est la première collection des éditions Maspero. À ses débuts, la collection est rapidement confrontée à la censure du pouvoir gaulliste, avec une interdiction des livres de Frantz Fanon notamment.
Autre héritage des éditions Maspero, l'annuel économique et géopolitique de référence « L'état du monde » (créé en 1981) est publié annuellement depuis. Chaque volume se focalise sur un thème central et structurant de l'actualité internationale.
En 1983, La Découverte lance la collection Repères, devenue une collection en sciences économiques et sociales. La Découverte a lancé plusieurs collections, dans le domaine des sciences humaines et sociales, dans lesquelles sont publiés des ouvrages de pensée.
Depuis 1996, La Découverte réédite des ouvrages en poche. La collection La Découverte/Poche compte plus de 500 titres en 2020. Cette collection de poche accueille également des titres parus initialement chez d’autres éditeurs.
Depuis 2019, La Découverte publie en partenariat avec le média A.O.C (Analyse. Opinion. Critique]).
La Découverte publie également une collection de bandes dessinées intitulée « Histoire dessinée de la France ».

### Revues
La Découverte publie plusieurs revues dans le champ des sciences humaines et sociales. Depuis 2001, les articles de ces revues sont accessibles en ligne sur le portail cairn.info ; en accès réservé aux abonnés pour les numéros des trois dernières années, en accès libre pour les numéros de plus de 3 ans.
- Hérodote : créée en 1976 par Yves Lacoste et aujourd’hui dirigée par Béatrice Giblin-Delvallet, la revue Hérodote est un trimestriel spécialisé en géopolitique.
- Réseaux. Communication – Technologie – Société : créée en 1982 par Patrice Flichy et Paul Beaud, cette revue s’inscrit dans le champ de la communication, avec un intérêt particulier pour les télécommunications.
- Regards croisés sur l'économie : lancée en 2007, elle livre tous les six mois une synthèse organisée autour d’un dossier économique contemporain.
- Revue française de socio-économie : lancé en 2008, ce semestriel dirigé par Florence Jany-Catrice se situe au carrefour des sciences sociales et de l’économie.
- Revue du crieur : fruit d’un partenariat entre La Découverte et Mediapart, la Revue du crieur a été créée en 2015 avec l’ambition d’incarner un journalisme d’idées pour analyser de manière inédite le monde de la culture, des savoirs et des idées dans toute leur diversité. Le nom de cette revue fait écho à la figure du crieur, symbole commun de La Découverte et de Mediapart.
- Délibérée : créée en 2017 à l'initiative du Syndicat de la magistrature, la revue Délibérée est une revue de réflexion critique sur la justice, le(s) droit(s) et les libertés, associant des magistrats et des personnalités extérieures au sein d'un comité de rédaction dont l'objectif est de proposer des réflexions liant les enjeux judiciaires aux enjeux de société.

### Grands thèmes
La Découverte a publié de nombreux livres dans le champ des études coloniales et postcoloniales.
La question des luttes et des inégalités sociales est présente dans le catalogue des Éditions La Découverte.
Le travail est une thématique récurrente dans le catalogue de la maison, avec diverses contributions.
Plusieurs ouvrages fondateurs dans le champ des études de genre et du féminisme, issus de la littérature française ou étrangère, ont été publiés par La Découverte qui fait partie des éditeurs français à maintenir, dans les années 2000, la même proportion d'ouvrages de sciences humaines traduits en français que dans les années 1990.
Le catalogue de La Découverte compte des contributions dans le champ de l'écologie, de la psychologie, du sport.